# Cicindela

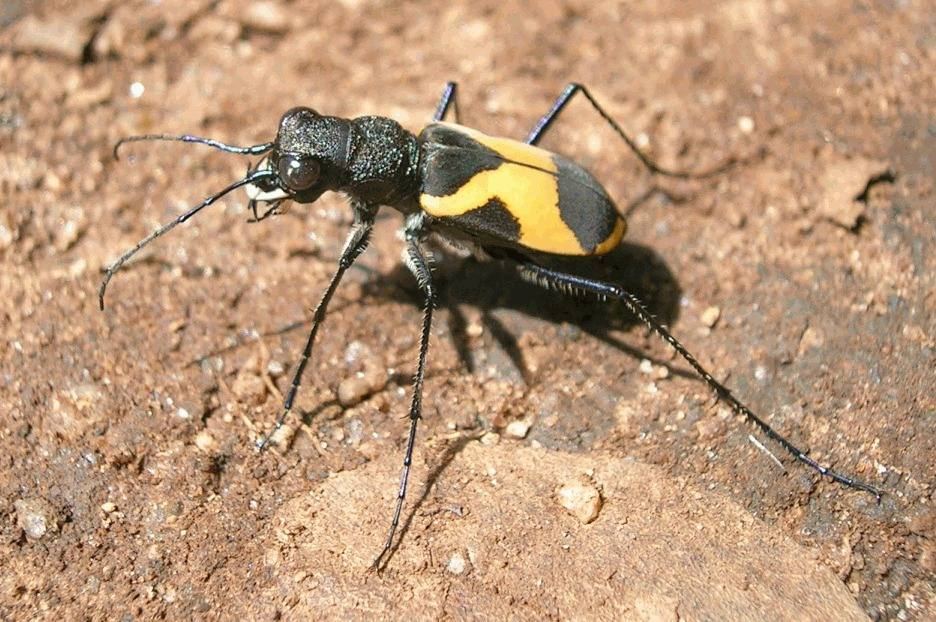
Cicindela aurofasciata

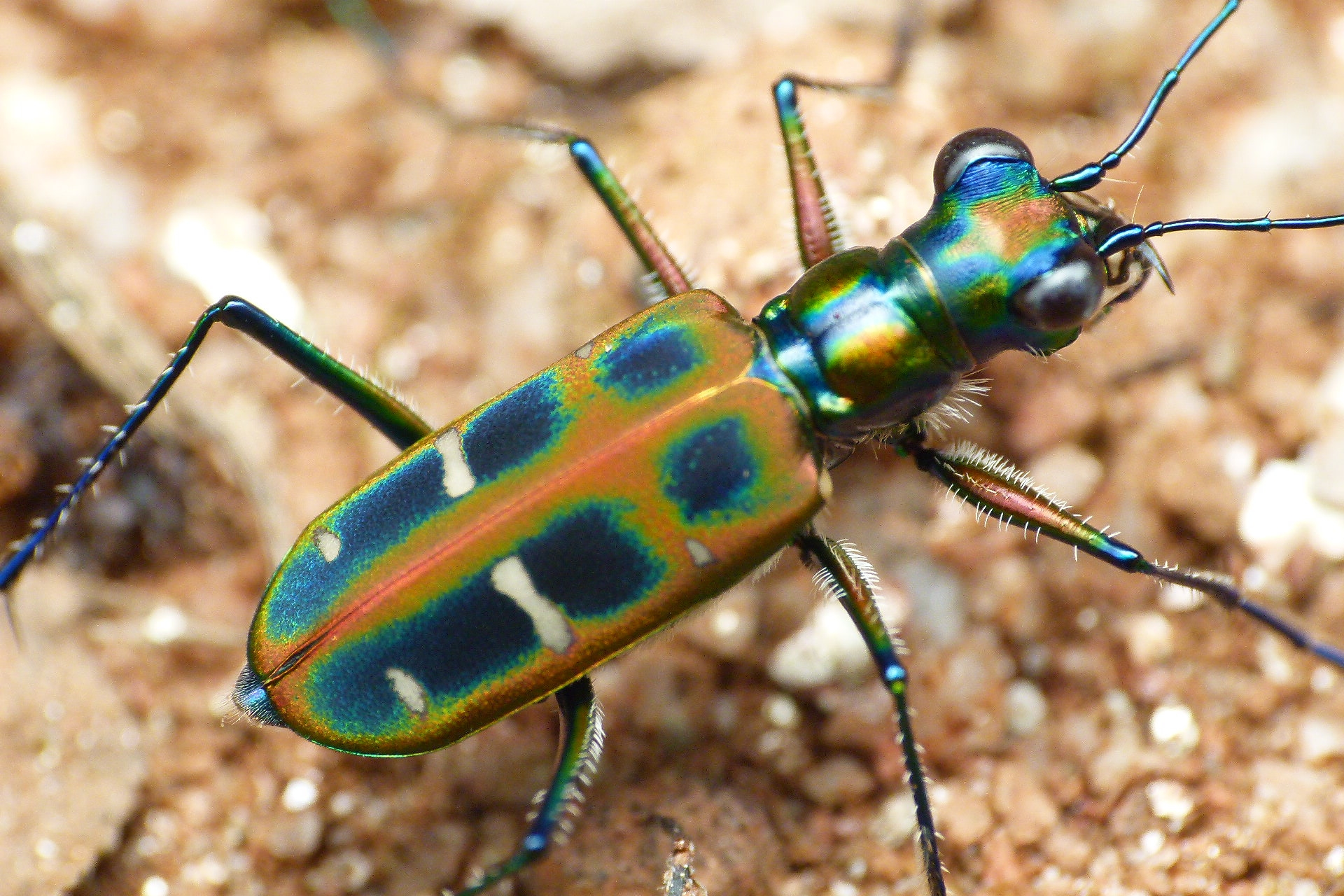
Cicindela duponti

Cicindela – rodzaj chrząszczy z rodziny biegaczowatych i podrodziny trzyszczowatych. W języku polskim funkcjonuje nazwa trzyszcz dla chrząszczy z tego rodzaju.

## Morfologia
Średniej wielkości chrząszcze. Głowa wyposażona w duże kuliste oczy przez co jest co najmniej tak szeroka jak przedplecze lub szersza. Nadustek szerszy niż odległość między czułkami. Pokrywy pozbawione rzędów, zwykle ciemne z jaśniejszymi plamami. Samce z trzema rozszerzonymi segmentami stóp przednich odnóży i środkowym wcięciem na szóstym sternicie.

## Biologia i ekologia
Dorosłe owady są aktywnymi drapieżnikami, polującymi za dnia. Zdolne do lotu. Preferują stanowiska nasłonecznione i rzadko porośnięte. Larwy, również drapieżne, żyją w tunelach wykopanych w glebie o przeciętnej głębokości 30–70 cm. Przepoczwarczają się zwykle po 1–2 latach.

## Występowanie
Przedstawiciele rodzaju zamieszkują Europę, Azję, Afrykę, Amerykę Północną i Południową. W Europie około 30 gatunków. W Polsce stwierdzono występowanie 5 gatunków, wszystkie z podrodzaju Cicindela s. str.. Są to: trzyszcz leśny (Cicindela sylvatica), trzyszcz górski (Cicindela sylvicola), trzyszcz piaskowy (Cicindela hybrida), trzyszcz nadmorski (Cicindela maritima) oraz trzyszcz polny (Cicindela campestris).

## Systematyka
Do rodzaju tego należy ponad 300 gatunków. Współcześnie podzielony jest na 23 podrodzaje:
- Ambalia Jeannel, 1946
- Ancylia Rivalier, 1961
- Austrocicindela Rivalier, 1963
- Bostrichophorus Thomson, 1856
- Calochroa Hope, 1838
- Chaetotaxis Jeannel, 1946
- Cicindela sensu stricto L., 1758
- Cicindelidia Rivalier, 1954
- Cicindelina Jeannel, 1946
- Cosmodela Rivalier, 1961
- Elliptica Fairmaire, 1884
- Epitrichodes Rivalier, 1957
- Hipparidium Jeannel, 1946
- Homodela Rivalier, 1950
- Lophyridia Jeannel, 1946
- Ophryodera Chaudoir, 1860
- Pancallia Rivalier, 1961
- Platydela Rivalier, 1950
- Plutacia Rivalier, 1961
- Ropaloteres Guerin-Meneville, 1849
- Sophiodela Nakane, 1955
- Trichodela Rivalier, 1957
- Trichotaenia Rivalier, 1957